# Christof Sänger
Christof Sänger (* 28. Juli 1962 in Wiesbaden) ist ein deutscher Jazzmusiker (Pianist, Komponist, Dozent). Nach Hans-Jürgen Schaal gehört er zu den souveränsten und swingendsten Pianisten Europas.

## Leben
Sänger studierte von 1984 bis 1989 an der Universität Mainz Musik. Er spielte frühzeitig in Jazz-Combos und im Landesjugend-Jazzorchester Hessen, aber auch in kammermusikalischen Formationen. 1989 machte er als Finalist des Concours International de Piano Jazz Martial Solal auf sich aufmerksam. Er arbeitete ab 1990 mit so unterschiedlichen Musikern wie Dusko Goykovich, Sunny Murray oder Hermeto Pascoal. Mit seinem regulären Trio (mit dem Bassisten Christian von Kaphengst und Schlagzeuger Heinrich Köbberling) spielte er u. a. das Album „Chorinho“ (1992) ein. Er trat daneben auch mit Richie Cole, Bill Saxton oder Allan Praskin auf. Seit 1996 hat er eine internationale Ausgabe seines Trios mit George Mraz und Al Foster, mit dem er auch in den Jazzclubs von Big Apple gastiert.
1996 war er der deutsche Beiträger zum Konzert der Europäischen Rundfunk-Union. Auf dem Montreal International Jazz Festival wurde ein Solo-Album mitgeschnitten. Er arbeitete auch mit Keith Copeland, Tom Nicholas, Peter Weniger und Peter Fessler, stellte 1998 seine Gruppe Cuban Fantasy mit Sandro Gulino, Renis Mendoza u. a. vor und wurde 1999 Mitglied der Gruppe von Ernie Watts, mit dem er 2001 und 2003 Platten veröffentlichte. Er spielte auch mit Paquito D’Rivera und dem hr-Jazzensemble. Nachdem er 2003 Solokonzerte in Japan gegeben hatte, legte er für eine weitere Tournee 2004 eine japanische Ausgabe seines Trios auf. Seit 2010 ist er auch als Pianist der Barrelhouse Jazzband aktiv. Mit Lindy Huppertsberg und Tobias Schirmer spielt er zudem im Trio Classic Affairs. Mit seinem eigenen Trio (mit Rudi Engel und Tobias Schirmer) veröffentlichte er 2021 das Album Expectant Quarantine.
Sänger ist Dozent für Jazzpiano an der Hochschule für Musik und Darstellende Kunst Frankfurt am Main.

## Preise und Auszeichnungen
Das im Trio mit Christian von Kaphengst und Heinrich Köbberling entstandene Album Chorinho (1992) wurde mit dem Preis der Deutschen Schallplattenkritik ausgezeichnet. 2021 wurde Sänger der Hessische Jazzpreis verliehen; die Jury betonte, er sei „vielseitig, beweglich und anpassungsfähig, dabei immer auf höchstem Niveau.“